# B metróvonal (Prága)
A prágai B metróvonal időrendi sorrendben a prágai metró harmadiknak átadott vonala, melynek első szakaszát 1985-ben nyitották meg. Jelenleg 24 állomása van, a pálya 25,6 km hosszú a Zličín és a Černý Most között. A vonalat a sárga színnel jelölik.

## Története

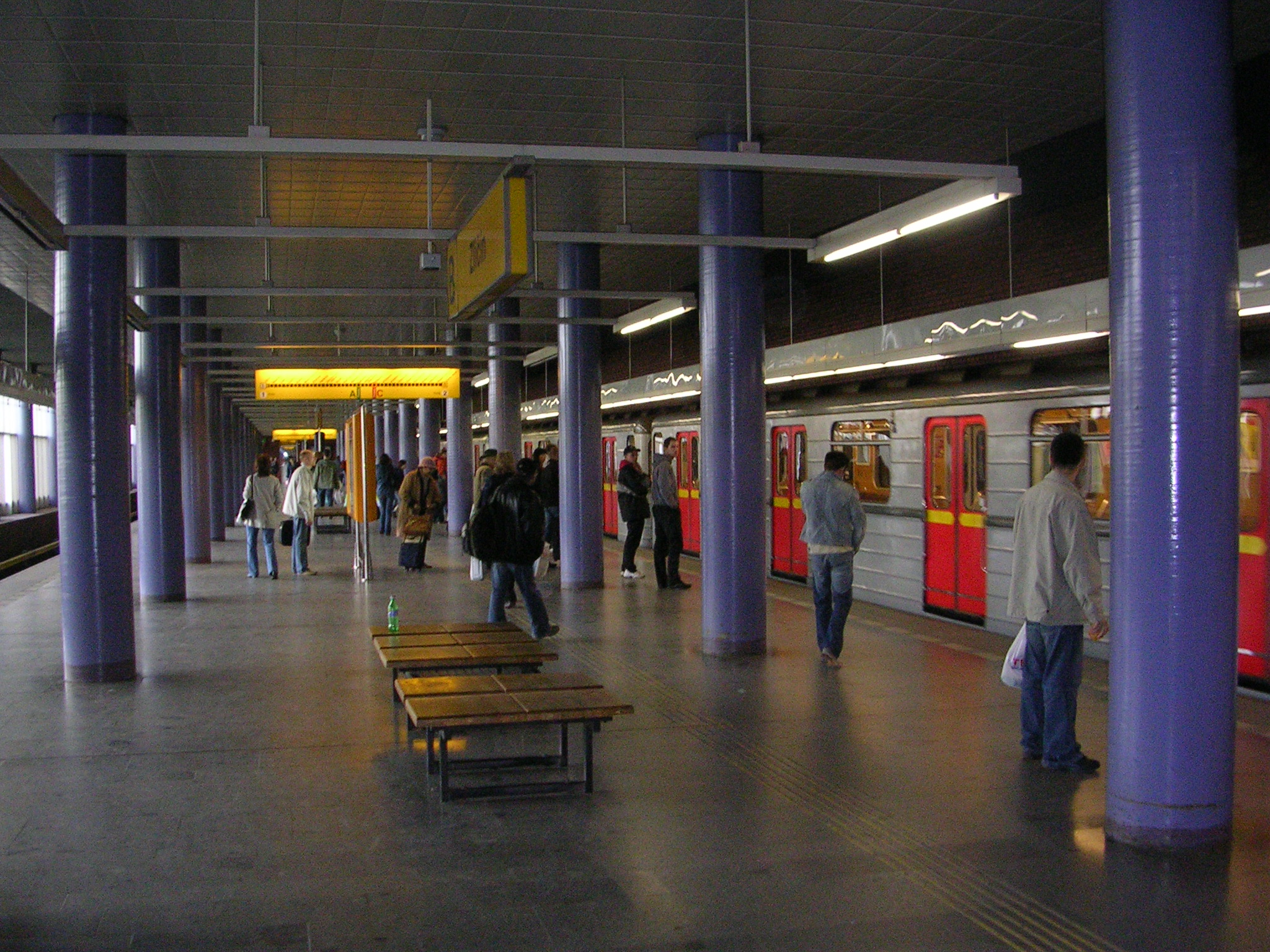
A Zličín állomás

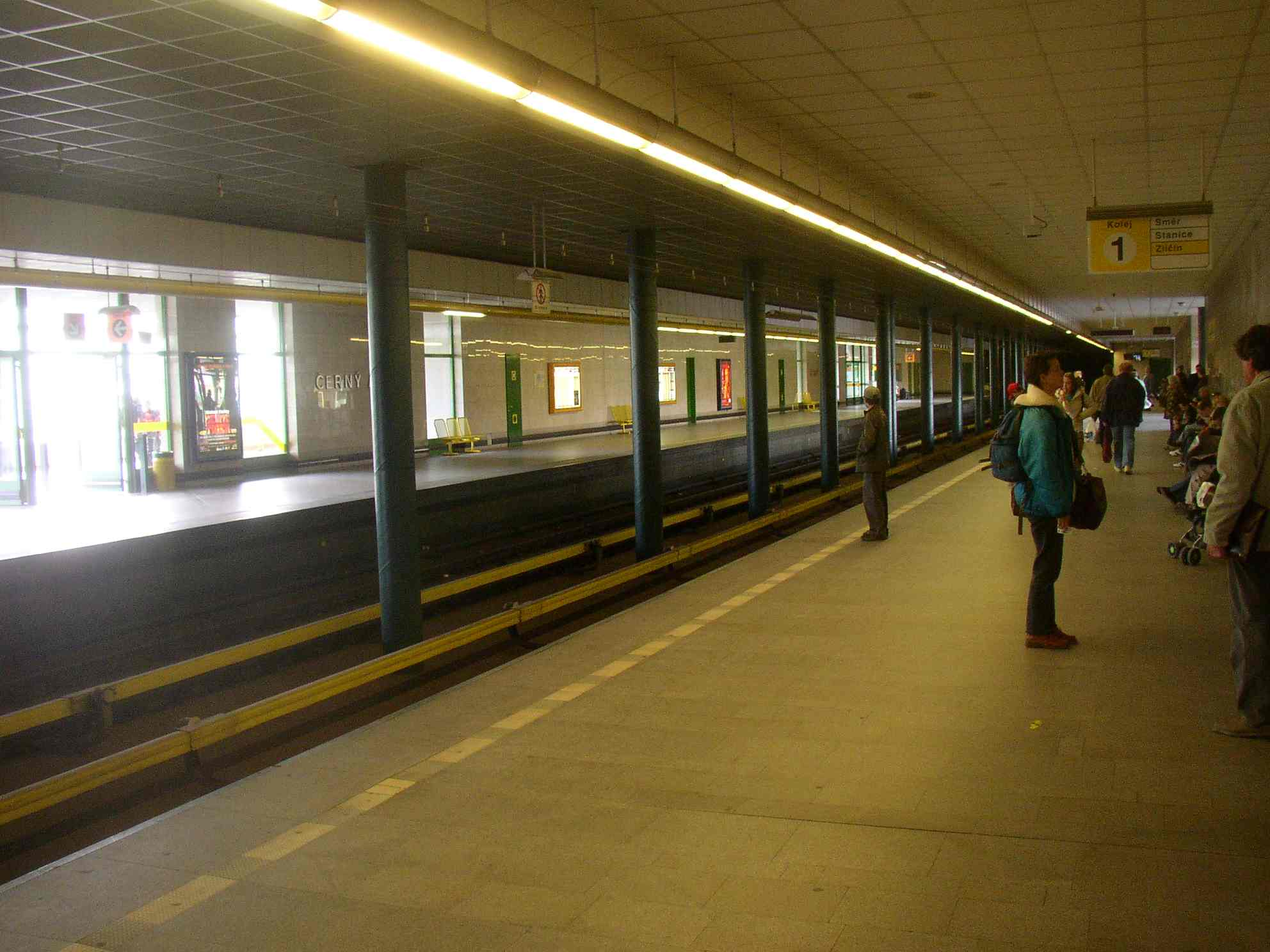
A Černý Most állomás

Az első szakasz a belvárosban lévő Florenc–Smíchovské nádraží szakasz volt, melyet 1985-ben adtak át. Ezt követően folyamatosan bővítették a vonalat dél és észak felé egyaránt. 1998-ra készült el a ma is meglévő 25,6 km hosszú vonal. 1999-ben és 2001-ben egy-egy új állomást adtak át a vonalon.
| Szakasz                          | Átadás             | Hossz   |
| -------------------------------- | ------------------ | ------- |
| Florenc–Smíchovské nádraží       | 1985. november 2.  | 4,9 km  |
| Smíchovské nádraží–Nové Butovice | 1988. október 26.  | 4,9 km  |
| Florenc–Českomoravská            | 1990. november 22. | 4,4 km  |
| Nové Butovice–Zličín             | 1994. november 11. | 5,1 km  |
| Českomoravská–Černý Most         | 1998. november 8.  | 6,3 km  |
| Hloubětín                        | 1999. június 8.    | Állomás |
| Kolbenova                        | 2001. június 26.   | Állomás |
| Összesen:                        | 24 állomás         | 25,6 km |

## Jellemzői

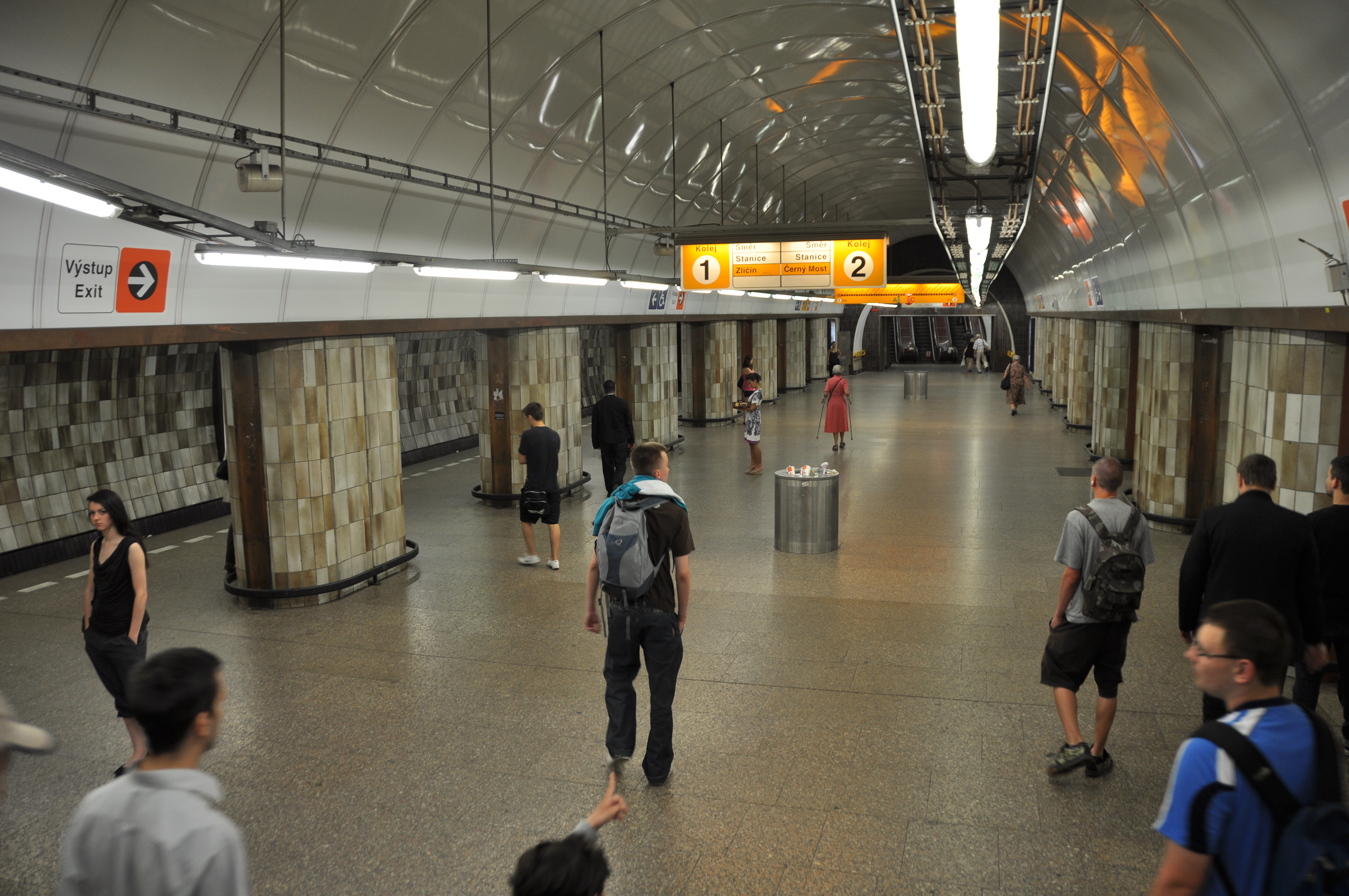
A Florenc állomás

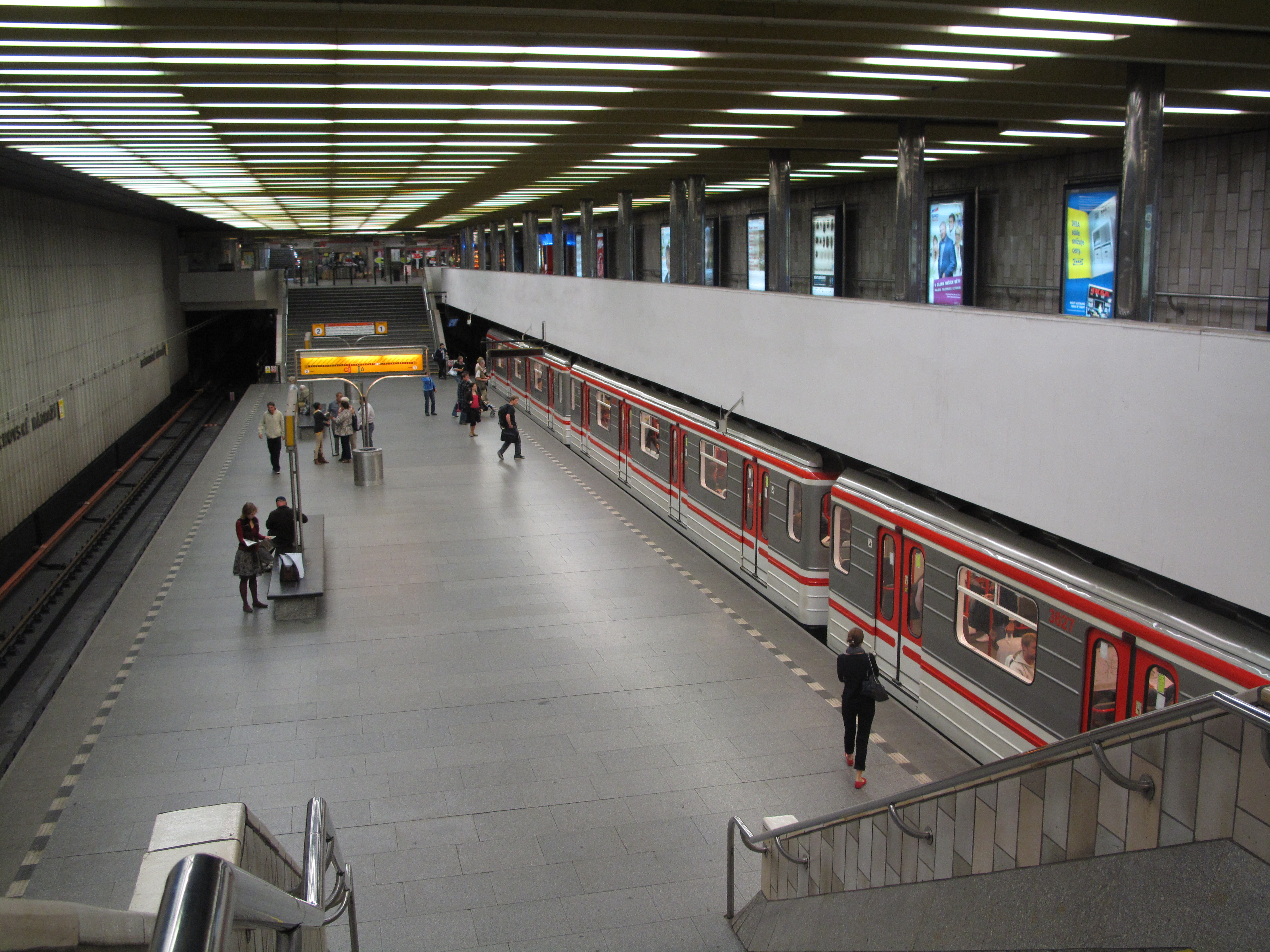
Modernizált 81–71M típusú szerelvény a Smíchovské nádraží állomáson

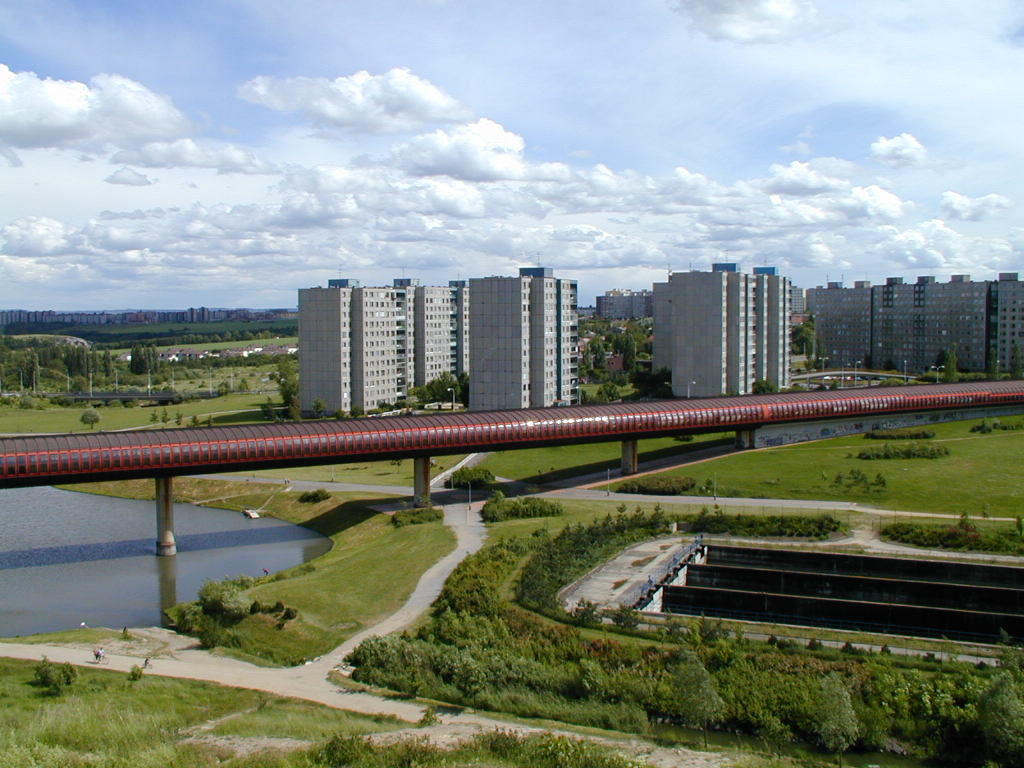
Híd a Lužiny és Hůrka állomások között.

A vonal 25,6 km hosszú, 24 állomása van, így a prágai metró leghosszabb vonala. A menetidő 41–42 perc.
A vonal a Můstek állomásnál keresztezi az A vonalat, a Florenc állomásnál pedig a C vonalat. Összekötő vágány található a C vonal felé a Florenc állomásnál. A Zličín végállomásnál található a kocsiszín. A vonalon modernizált 81–71M típusú, 5 kocsis szerelvények közlekednek.
A Lužiny és Hůrka állomások között a felszínen, egy fedett hídon, részben egy tó felett haladnak a szerelvények.

## Állomások
| 0  | Zličín             | 42 |                                               |
| 2  | Stodůlky           | 40 |                                               |
| 4  | Luka               | 38 |                                               |
| 5  | Lužiny             | 37 |                                               |
| 7  | Hůrka              | 35 |                                               |
| 8  | Nové Butovice      | 33 |                                               |
| 10 | Jinonice           | 31 | S65                                           |
| 12 | Radlická           | 29 | 7, 21                                         |
| 15 | Smíchovské nádraží | 26 | 4, 5, 12, 20 R10 R16 R18 R19 R26 S5 S6 S65 S7 |
| 17 | Anděl              | 24 | 4, 5, 7, 9, 10, 12, 15, 16, 20, 21            |
| 19 | Karlovo náměstí    | 23 | 2, 3, 4, 6, 10, 14, 16, 18, 22, 23, 24        |
| 20 | Národní třída      | 21 | 2, 9, 18, 22, 23                              |
| 21 | Můstek             | 20 | A 3, 5, 6, 9, 14, 24                          |
| 23 | Náměstí Republiky  | 18 | 3, 6, 8, 14, 15, 24, 26 S1 S2 S22 S34 S4 R41  |
| 24 | Florenc            | 17 | C 3, 8, 24                                    |
| 26 | Křižíkova          | 15 | 3, 8, 24                                      |
| 28 | Invalidovna        | 13 | 3, 8, 24                                      |
| 30 | Palmovka           | 12 | 1, 3, 6, 8, 10, 12, 16, 24, 25 58             |
| 32 | Českomoravská      | 10 |                                               |
| 33 | Vysočanská         | 8  | 14, 16 R10 S2 R21 S22 S3 S34 R43 S9           |
| 35 | Kolbenova          | 6  | 16                                            |
| 37 | Hloubětín          | 4  | 16, 25                                        |
| 39 | Rajská zahrada     | 2  |                                               |
| 41 | Černý Most         | 0  |                                               |

### Korábbi nevek
1990 előtt számos állomásnak más volt a neve. A következő táblázat ezeket az állomásokat tartalmazza:
| Állomás neve jelenleg | Állomás előző neve |
| --------------------- | ------------------ |
| Nové Butovice         | Dukelská           |
| Jinonice              | Švermova           |
| Anděl                 | Moskevská          |
| Florenc               | Sokolovská         |